# Helmut Niedermayr
Helmut Niedermayr (München, 29 november 1915 – Christiansted, 3 april 1985) was een Formule 1-coureur uit Duitsland. Hij nam deel aan zijn thuisrace in 1952 voor het team AFM, maar scoorde hierin geen punten.
Niedermayr werd tweede met Theo Helfrich op de 24 uur van Le Mans in 1952, een paar weken later, tijdens de race van Grenzlandring, raakte zijn wagen van de weg en reed het publiek in. Er vielen hierbij 13 doden en 42 gewonden.